# Lukundamila cookei
Lukundamila cookei – gatunek kosarza z podrzędu Laniatores i rodziny Assamiidae. Jedyny znany przedstawiciel monotypowego rodzaju Lukundamila.

## Występowanie
Gatunek występuje w Tanzanii.